# تکه‌تکه

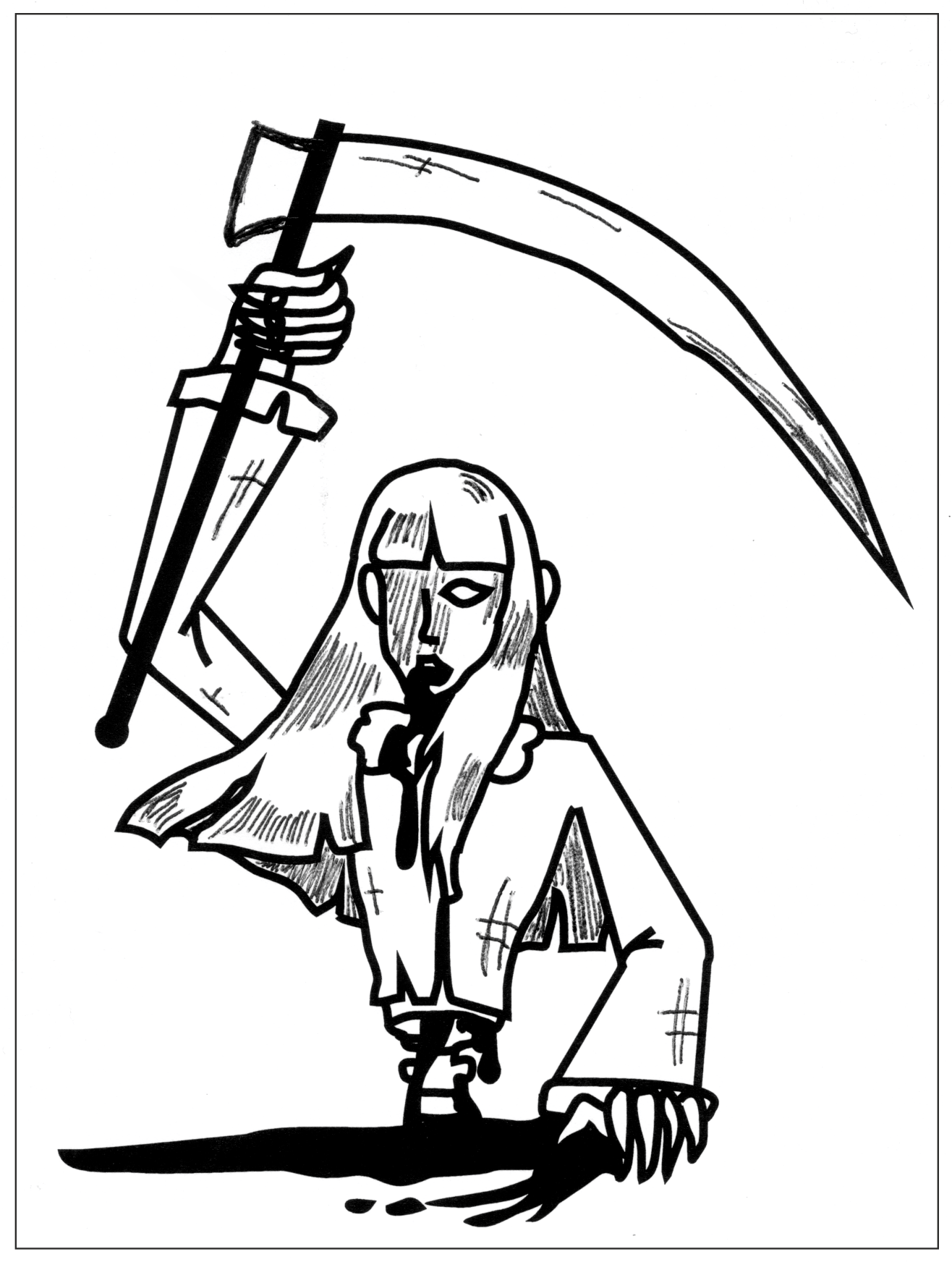
نگاره یک هنرمند از «تکه‌تکه»

تکه‌تکه (ژاپنی: テケテケ;てけ てけ، روماجی: TekeTeke)؛ یک شخصیت افسانه‌ای عامیانه ژاپنی است که به عنوان روح یک دختر مدرسه‌ای شناخته می‌شود.
«تکه‌تکه» در اثر سقوط بر روی ریل قطار، بدنش به دونیم تقسیم شده‌است.

## داستان

### روح کینه‌توز
او که به یک روح کینه‌توز (اوندیو) تبدیل گشته، در باور عام در هنگام شب با نیم‌تنه بالایی، در ایستگاه‌های قطار با دستان و آرنجانش، کشان کشان، سرک می‌کشد و با ستون مهره‌اش صدای خش‌خش ایجاد می‌کند، صدای نزدیک به: تکه‌تکه.
اگر کسی را ببیند، دنبال او می‌افتد و او را به شیوه ای که خود مرده‌است، از وسط نصف می‌کند. گفته‌شده که تکه‌تکه از فرد دربارهٔ محل پاهای گم‌شده‌اش می‌پرسد..

### کاشیما ریکو
یک نسخه از این داستان مربوط به یک زن جوان به نام «کاشیما ریکو» است. داستان «کاشیما ریکو» پیش از داستان «تکه‌تکه» است. و گفته‌می‌شود، پاهایش پس از سقوط، با قطار از بدنش جدا شده و جان‌باخته‌است.به‌گفته برخی از نسخه‌های افسانه وقتی فردی از داستان کاشیما باخبر می‌شود، ظرف یک ماه پیششان می‌رود. گفته شده که روح بی‌پا کاشیما ریکو در دستشویی‌ها و حمام‌های عمومی حضور دارد و از آنها می‌پرسد: «که می‌دانند پاهای او کجاست؟» اگر فرد با پاسخی که کاشیما آن را نمی‌پذیرد پاسخ دهد، پاهای او را می‌برد.
فرد ممکن است با پاسخ‌دادن به اینکه پاهای او در «بزرگراه میشین» است، جان سالم به‌در ببرد. یا عبارت «کامن-شینین-ما» یا «نقاب مرگ شیطان» (که ممکن است ریشه آوایی نام کاشیما باشد) را بگوید. برخی افسانه کاشیما ریکو را به عنوان، تغییر دستشویی محور افسانه تکه‌تکه، توصیف می‌کنند.

## بن مایه
1. ↑  «Teke-Teke | Japanese Urban Legend | Scary For Kids». www.scaryforkids.com. دریافت‌شده در ۲۰۲۲-۰۴-۲۱.
2. ↑  «Teke-Teke | Japanese Urban Legend | Scary For Kids». www.scaryforkids.com. دریافت‌شده در ۲۰۲۲-۰۴-۲۱.
3. ↑  «Teke teke | Yokai.com» (به انگلیسی). دریافت‌شده در ۲۰۲۲-۰۴-۲۱.
4. ↑  «Japanese Urban Legends: Kashima-san | Kowabana» (به انگلیسی). ۲۰۱۸-۰۶-۳۰. دریافت‌شده در ۲۰۲۲-۰۴-۲۱.
5. ↑  Meza-Martinez, Cecily; Demby, Gene (2014-10-31). "The Creepiest Ghost And Monster Stories From Around The World" (به انگلیسی). Retrieved 2022-04-21.
6. ↑  "ViX: Cine y TV en Español". VIX (به اسپانیایی). Retrieved 2022-04-21.
7. ↑  Meza-Martinez, Cecily; Demby, Gene (31 October 2014). "The Creepiest Ghost And Monster Stories From Around The World". NPR. National Public Radio, Inc. Retrieved 6 August 2019.
8. 1 2 3  Grundhauser, Eric (2 October 2017). "Get to Know Your Japanese Bathroom Ghosts". Atlas Obscura. Retrieved 12 July 2019.
9. ↑  Bricken, Rob (19 July 2016). "14 Terrifying Japanese Monsters, Myths And Spirits". Kotaku. G/O Media. Retrieved 6 August 2019.
10. ↑  Grundhauser, Eric (2017-10-02). "Get to Know Your Japanese Bathroom Ghosts". Atlas Obscura (به انگلیسی). Retrieved 2022-04-21.

## بیشتر بخوانید..
- Bathroom Readers' Institute (2017). Uncle John's OLD FAITHFUL 30th Anniversary Bathroom Reader (Uncle John's Bathroom Reader Annual). Portable Press. ISBN 978-1-68412-086-4.
- de Vos, Gail (2012). What Happens Next? Contemporary Urban Legends and Popular Culture. Libraries Unlimited. ISBN 978-1-59884-633-1.
- Murguía, Salvador Jimenez (2016). The Encyclopedia of Japanese Horror Films (National Cinemas). Rowman & Littlefield Publishers. ISBN 978-1-4422-6166-2.